# Drummond (Bas-Canada)
Pour les articles homonymes, voir Drummond.
Drummond est un district électoral de la Chambre d'assemblée du Bas-Canada ayant existé de 1829 à 1838.

## Histoire
Le district est créé lors de la refonte de la carte électorale de 1829 par détachement du district de Buckingham. Un second siège est attribué au district en 1836. Il est suspendu de 1838 à 1841 en raison de la Rébellion des Patriotes.

## Liste des députés

### Siègeno1
| Années | Années      | Député                  | Parti       |
| ------ | ----------- | ----------------------- | ----------- |
|        | 1829 - 1830 | Frederick George Heriot | Bureaucrate |
|        | 1830 - 1833 | Frederick George Heriot | Bureaucrate |
|        | 1833 - 1834 | Edward Toomy            | Patriote    |
|        | 1834 - 1838 | Edward Toomy            | Patriote    |

### Siègeno2
| Années | Années      | Député      | Parti       |
| ------ | ----------- | ----------- | ----------- |
|        | 1836 - 1838 | Henry Menut | Bureaucrate |